# Паразитарні краніопаги

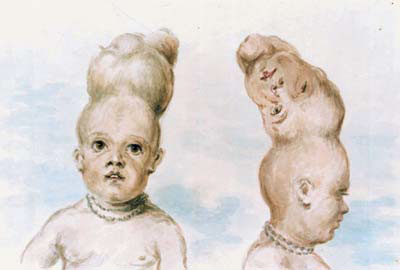
Двоголовий хлопчик із Бенгалії

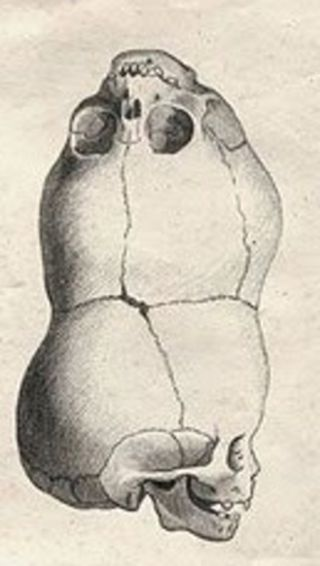
Череп двоголового хлопчика з Бенгалії

Паразитарні краніопаги (лат. Craniopagus parasiticus) — тип зрощення сіамських близнюків, при якому у період трьох тижнів вагітності до голови нормального близнюка приростає голова близнюка, який не має тулуба.

## Утворення
Недорозвинений близнюк є паразитичним і стає таким на ранніх стадіях вагітності, коли монозиготні близнюки починають розвиватися як два різних ембріони, але при цьому один з них не може повністю розщепитися. Потім один з ембріонів починає домінувати, а розвиток іншого буде порушений. Ключова відмінність між сполученими та паразитичними близнюками полягає в тому, що в останніх один близнюк є паразитом, розвиток якого скоротився під час вагітності, тоді як етапи розвитку іншого відбуваються нормально.
При нормальному розвитку монозиготних близнюків одна яйцеклітина запліднюється одним сперматозоїдом. Потім яйцеклітина поділяється на дві частини, як правило, на стадії двох клітин. Якщо яйце розділиться на ранній стадії на бластоцисти, то будуть присутні дві внутрішні клітинні маси. Тоді близнюки мають однаковий хоріон і плаценту, але окремі амніони. Тим не менш, яйцеклітина також може розділитися на дві частини, але мати лише одну бластоцисту. Це призведе до появи однієї клітинної маси та однієї бластоцисти. Близнюки матимуть одну й ту ж плаценту, хоріон та амніон. Ця причина вважається найімовірнішою у виникненні сіамських близнюків і, можливо, навіть паразитарних краніопагів.
Одна з гіпотез полягає в тому, що паразитарний краніопаг утворюється в результаті розвитку двох плодів від однієї зиготи, які не можуть відокремитися в ділянці голови приблизно на другому тижні вагітності. Деякі, однак, вважають, що це відбувається трохи пізніше (приблизно на четвертому тижні вагітності), коли два ембріони об'єднуються разом біля переднього відкритого нейропора.
Ще одна гіпотеза утворення паразитарних краніопагів полягає в тому, що відбувається злиття соматичної та плацентарної судинних систем близнюків, а також дегенерація пуповини у паразитного близнюка, що свідчить про розвиток паразитарного краніопагу внаслідок нестачі його кровопостачання.

## Випадки
На цей час задокументовано 10 випадків цього типу. Тільки у трьох з них дитина залишилася живою після пологів.
- Дитина, названа «Двоголовий хлопчик з Бенгалії», народилася в 1783 році і померла від укусу кобри в 1787 році. Його череп зберігається в Англійському королівському хірургічному коледжі[1].
- Ребекка Мартінес(інші мови) (ісп. Rebeca Martínez) народилася в Домініканській республіці 10 грудня 2003 року. Вона була першою дитиною, яка народилася з таким типом зрощення, якій зробили операцію з видалення голови паразита. Вона померла 7 лютого 2004 року після 11-годинної операції.[2]
- 19 лютого 2005 року була здійснена успішна 13-годинна операція над десятимісячною Манар Магед(інші мови) (Manar Maged) у Єгипті[3]. Манар померла за кілька днів до другого дня народження через серйозну інфекцію мозку.[4]